# Settimo Dottore
Il Settimo Dottore è una incarnazione del Dottore, il protagonista della serie televisiva Doctor Who, interpretato da Sylvester McCoy.
Il Settimo Dottore fa la sua prima apparizione in TV nel 1987 fino alla cancellazione del programma nel 1989, le sue avventure però continueranno nei romanzi, per poi ritornare nel 1996 nel film Doctor Who per farsi sostituire da Paul McGann, l'Ottavo Dottore.

## Panoramica
(Il Settimo Dottore alla conclusione dell'episodio Survival)
Il Settimo Dottore inizia come un personaggio comico, con battute e giochi di prestigio (memorabile il gioco con i cucchiai) ma in seguito, a causa delle critiche da parte dei fan, la BBC rende il personaggio più cupo e dark (definendolo come il "Clown triste") dando un margine di serietà e profondità al personaggio. L'era del Settimo Dottore è nota per la cancellazione di Doctor Who dopo ben 26 anni. La serie è poi stata ripresa nel '96 dal film americano e nel 2005 dalla "nuova serie", chiamata così per distinguerla dalla serie iniziale soprannominata "serie classica".
L'ultima apparizione cinematografica risale al film americano, rigenerandosi nell'Ottavo Dottore anche se alcuni riferimenti e immagini verranno riutilizzati in futuro. (vedi sotto in Altre apparizioni)

## Biografia
Quando il TARDIS è stato attaccato dalla Rani, il Sesto Dottore è stato ferito e costretto a rigenerarsi. Dopo un breve periodo di confusione post-rigenerativa e dall'amnesia (chimicamente indotta dalla Rani), il Settimo Dottore riuscirà a sventare i piani della Rani, e con la compagna Mel partono per delle avventure stravaganti fino all'episodio "Dragonfire" nel pianeta Svartos  in cui Mel deciderà di mollare il Dottore accompagnandosi al comandante intergalattico Sabalom Glitz . Da qui in poi viaggerà con l'adolescente Ace . Anche se non menzionato, da questo momento il Dottore capirà che Fenric, un vecchio nemico di una vecchia avventura, è il responsabile per la tempesta temporale che trasporterà Ace da Perivale del 1980 a Svartos di un lontano futuro. Crescerà l'oscurità del Dottore, così come i problemi adolescenziali di Ace.
Il Settimo Dottore sconfiggerà vari nemici tra cui Fenric, i Dalek, e i Cybermen.
Dopo varie avventure, il Dottore si ritrova a viaggiare da solo senza compagni, ricevendo la responsabilità di trasportare i resti del suo ex nemico, il Maestro, da Skaro a Gallifrey. Questo si è rivelato un enorme errore; nonostante avesse una forma fisica limitata, il Maestro è stato in grado di prendere il controllo del TARDIS del Dottore e farlo atterrare nel 1999 a San Francisco, dove il Settimo Dottore è rimasto vittima di una sparatoria fra gangster. È stato portato in un ospedale, dove i chirurghi hanno rimosso i proiettili ma hanno scambiato il doppio battito cardiaco del Dottore per fibrillazione; sebbene lui cercasse di avvertirli di non operarlo, il loro tentativo di salvargli la vita danneggiò accidentalmente il suo particolare sistema circolatorio facendo "morire" il Dottore con un ultimo urlo di dolore. Forse a causa dell'anestesia, il Settimo Dottore non si è rigenerato subito dopo la morte, a differenza di tutte le precedenti occasioni; alla fine lo fece diverse ore dopo, mentre giaceva nell'obitorio dell'ospedale.

## Personalità
Originariamente un uomo con il comportamento di un buffone eccentrico e spensierato, il Settimo Dottore si è trasformato in un misterioso e astuto manipolatore per combattere il ritorno di Fenric. 
Sebbene si dilettasse nelle fantasticherie umoristiche, era solo lo strato superficiale della sua vera natura. Sotto, era un genio machiavellico e cupo di calibro spaventoso che poteva usare con tatto la sua mente per manipolare quasi ogni situazione per raggiungere il suo risultato preferito. Nonostante questo, ogni azione l'ha fatta "per il bene superiore", poiché questa incarnazione ha attivamente cercato il male da sconfiggere. Poteva anche mostrare profondo calore e affetto ai suoi compagni e costruire un forte legame con molti di loro. Tuttavia i suoi schemi manipolatori non erano diretti solo verso i suoi nemici, ma anche con i suoi compagni, che portava a volte sfiducia da loro nei suoi confronti, in particolare Ace; era quasi una figura paterna nei confronti di quest'ultima e si prendeva cura di lei, tanto che la ragazza aveva l'abitudine di chiamarlo "professore".

## Aspetto

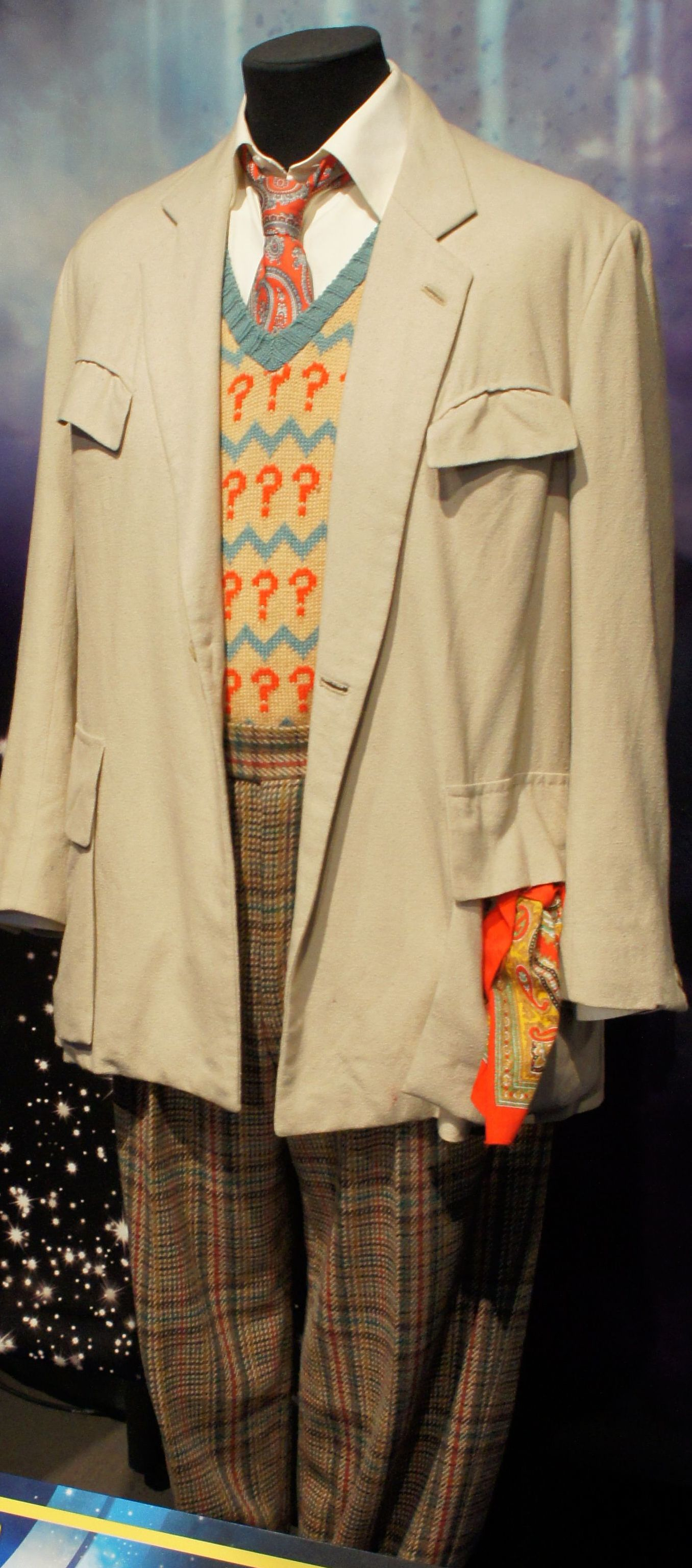
Il vestito del Settimo Dottore alla Doctor Who Experience a Cardiff.

Rispetto alla incarnazione precedente, il suo abito è meno appariscente. Nelle prime stagioni indossa una maglia di cotone con vari punti interrogativi, una camicia bianca, una cravatta rosso/blu scuro, un cappello di paglia, pantaloni tweed, scarpe brogued nere e bianche e una giacca beige. Nelle stagioni successive la giacca diventa marrone scuro. L'ombrello con il manico a punto interrogativo rimane in tutta la serie a eccezione del film, in cui l'intero abito è completamente diverso, con un panciotto rosso e una cravatta nera. Nonostante ciò sia il cappello che l’ombrello vengono inquadrati nel film appesi all’appendiabiti nel TARDIS.
Fisicamente è un uomo basso sulla quarantina d'anni con capelli castani. Ai tempi di Doctor Who (film) sembra essere invecchiato, con i suoi capelli brizzolati che sono cresciuti in ciuffi ai lati della sua testa.

## Stagione 27: il continuo inesistente e gli episodi cancellati
L'era del Settimo Dottore ha avuto inizio con un approccio leggero, con storie come Delta and the Bannermen chiaramente rivolti a un pubblico più giovane. Tuttavia, nelle ultime due stagioni (la 25 e la 26) con Andrew Cartmel come editor di script, le storie mostravano la vera natura del Dottore, accennando a oscuri segreti del suo passato. In Silver Nemesis , Lady Peinforte accenna di conoscere il segreto del Dottore, che risulta essere più di un semplice Signore del Tempo (alcuni riferimenti si possono trovare anche in Remembrance of the Daleks e Survival). Anche Ace ebbe un ruolo importante in queste stagioni.
Con la cancellazione della serie, questi sviluppi non sono mai stati completati, lasciando un leggero buco di trama. Alcuni pezzi sono state ripresi nella nuova serie.
L'avventura Lungbarrow  di Marc Platt era originariamente destinata alla ventiseiesima stagione ma per il produttore mostrava troppi dettagli sul Dottore, tra cui la presenza di una figura oscura simile a Rassilon e a Omega dall'Antica Gallifrey. Fu rielaborata per diventare Ghost Light.
Secondo McCoy e Cartmel, una serie di avventure sul Settimo Dottore aveva lo scopo di protestare contro le regole dell'allora Primo Ministro, Margaret Thatcher.

## Altre apparizioni

### Televisione
Il Settimo Dottore è apparso dal 1987 al 1989 nelle serie televisiva (dalla 24 alla 26ª stagione) per poi ritornare nello speciale dei 30 anni nel 1993 insieme al Terzo, Quarto, Quinto e Sesto Dottore nella trasmissione Dimensions in Time, il cui ricavato è andato in beneficenza, mentre nel 1996 appare nel film cinematografico Doctor Who: Il film.
Il Settimo Dottore appare inoltre brevemente in un quadro nella storia Natura umana del Decimo Dottore e in alcune visioni in Un altro Dottore, L'undicesima ora, Incubo Cybermen, Il nome del Dottore e I mariti di River Song.
Appare anche nel 50º anniversario, lo speciale Il giorno del Dottore, partecipando al salvataggio di Gallifrey dalla Guerra del Tempo.

### Audio
Il Settimo Dottore è apparso in numerosi audio drammi.

### Romanzi
Dopo la fine della prima serie TV, le avventure di Doctor Who proseguirono nel Virgin New Adventures. Il Settimo Dottore è stato oggetto di 60 di queste, tra il 1991 e il 1997.

### Videogiochi
- Ottobre 1992 - Dalek Attack ("L'attacco del Dalek")
- 5 dicembre 1997 - Doctor Who: Destiny of the Doctors ("Il destino dei Dottori")
- 27 novembre 2013 - Doctor Who: Legacy
- 29 settembre 2015 - LEGO Dimensions - Pacchetto Doctor Who

## Accoglienza
Nel 1990, i lettori di Doctor Who Magazine hanno votato McCoy come "miglior Dottore".